# المسيد (قنا)
قرية المسيد هي إحدى القرى التابعة لمركز قوص في محافظة قنا في جمهورية مصر العربية. حسب إحصاءات سنة 2006، بلغ إجمالي السكان في المسيد 8604 نسمة، منهم 4225 رجل و4379 امرأة.